# Vic-la-Gardiole
Vic-la-Gardiole är en kommun i departementet Hérault i regionen Occitanien i södra Frankrike. Kommunen ligger i kantonen Frontignan som tillhör arrondissementet Montpellier. År 2022 hade Vic-la-Gardiole 3 413 invånare.

## Befolkningsutveckling
Antalet invånare i kommunen Vic-la-Gardiole
Referens:INSEE